# Phasmahyla
Phasmahyla – rodzaj płazów bezogonowych z podrodziny Phyllomedusinae w rodzinie rzekotkowatych (Hylidae).

## Zasięg występowania
Rodzaj obejmuje gatunki występujące w południowo-wschodniej Brazylii od wschodniej części stanu Minas Gerais i środkowej stanu Espírito Santo do wschodniej części stanu Parana.

## Systematyka

### Etymologia
Phasmahyla: gr. φασμα phasma, φασματος phasmatos „zjawa, widmo, widziadło”, od φαινω phainō „dobyć na jaw, ukazać, pokazać”; rodzaj Hyla Laurenti, 1768.

### Podział systematyczny
Do rodzaju należą następujące gatunki:
- Phasmahyla cochranae (Bokermann, 1966)
- Phasmahyla cruzi Carvalho-e-Silva, Silva & Carvalho-e-Silva, 2009
- Phasmahyla exilis (Cruz, 1980)
- Phasmahyla guttata (Lutz, 1924)
- Phasmahyla jandaia (Bokermann & Sazima, 1978)
- Phasmahyla lisbella Pereira, Rocha, Folly, Silva & Santana, 2018
- Phasmahyla spectabilis Cruz, Feio & Nascimento, 2008
- Phasmahyla timbo Cruz, Feio & Nascimento, 2008